# Ballantine (Montana)
Ballantine es un lugar designado por el censo ubicado en el condado de Yellowstone en el estado estadounidense de Montana. En el Censo de 2010 tenía una población de 320 habitantes y una densidad poblacional de 136,52 personas por km².

## Geografía
Ballantine se encuentra ubicado en las coordenadas 45°57′4″N 108°8′34″O / 45.95111, -108.14278. Según la Oficina del Censo de los Estados Unidos, Ballantine tiene una superficie total de 2.34 km², de la cual 2.34 km² corresponden a tierra firme y (0%) 0 km² es agua.

## Demografía
Según el censo de 2010, había 320 personas residiendo en Ballantine. La densidad de población era de 136,52 hab./km². De los 320 habitantes, Ballantine estaba compuesto por el 90% blancos, el 0% eran afroamericanos, el 5.63% eran amerindios, el 0.31% eran asiáticos, el 0% eran isleños del Pacífico, el 0.63% eran de otras razas y el 3.44% pertenecían a dos o más razas. Del total de la población el 7.19% eran hispanos o latinos de cualquier raza.